# Monchaux-sur-Écaillon
Monchaux-sur-Écaillon település Franciaországban, Nord megyében. Lakosainak száma 583 fő (2022. január 1.). Monchaux-sur-Écaillon Maing, Thiant, Haspres, Verchain-Maugré és Quérénaing községekkel határos.

## Népesség
A település népességének változása:
| Lakosok száma | 539  | 540  | 549  | 541  | 539  | 538  | 548  | 561  | 583  |
|               | 2013 | 2015 | 2016 | 2017 | 2018 | 2019 | 2020 | 2021 | 2022 |